# Zeugophora belokobylskii
Zeugophora belokobylskii es una especie de coleóptero de la familia Megalopodidae.

## Distribución geográfica
Habita en Vietnam.